# The Love Affair (banda)
The Love Affair fue una banda de pop y soul formada en Londres en 1966. Popular en el Reino Unido en la década de 1960, algunos de los sencillos de la agrupación figuraron en la lista UK Singles Chart, incluyendo el número uno "Everlasting Love". Steve Ellis, cantante original de la banda, abandonó la formación a finales de la década de 1970, lo que impulsó su disolución en 1971.

## Músicos
- Steve Ellis - voz (1967-1970)
- Rex Brayley - guitarra (1967-1971)
- Maurice Bacon - batería (1967-1971)
- Mick Jackson - bajo (1967-1971)
- Lynton Guest - teclados (1967-1968)
- Morgan Fisher - teclados (1968-1971)

## Discografía
- 1968 - The Everlasting Love Affair
- 1971 - New Day